# Steinkiste von Rolfsen

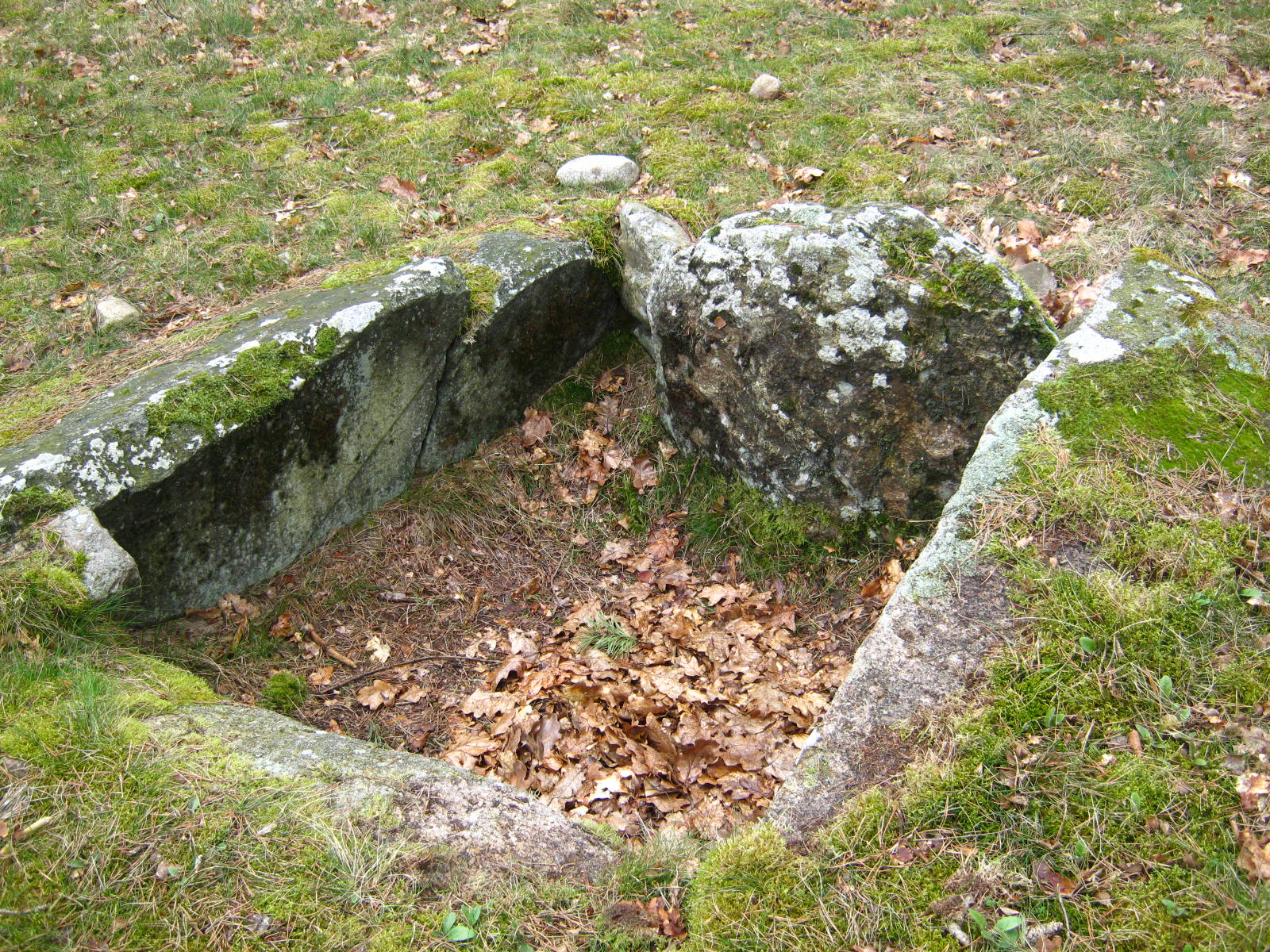
Steinkiste

Die Steinkiste von Rolfsen in der Lüneburger Heide liegt im Wald, etwa einen Kilometer westlich des Ortes Rolfsen, 100 m links der Nebenstraße nach Evendorf in Niedersachsen. Die Steinkiste befindet sich in einem flachen, etwa 80 cm hohen Rollsteinhügel, dessen Rand durch große Steine gefasst wird. In seiner Mitte liegt die kleine, offene Kammer (1,4 × 1,25 m) aus vier flachen Findlingen. 
Ihr heutiges Aussehen erhielt die durch das Helms-Museum wissenschaftlich untersuchte Anlage durch ihre Restaurierung im Jahre 1963. Dabei zeigte sich, dass der Hügel ursprünglich durch einen Steinkranz mit dazwischen liegendem Trockenmauerwerk gestützt wurde. Die Oberfläche bestand aus einer Geröllsteinpackung. Die Untersuchung zeigte, dass die Kammer sorgfältig aus Findlingen gebaut worden war. Die glatten Steinseiten waren der Innenseite zugewandt. Vom ehemaligen Deckstein war ein Stück abgesprengt, so dass er für die Kammerrestaurierung zu klein war. Da die Steinkiste vorher durchwühlt worden war, konnten keine Funde in situ geborgen werden. Jedoch zeigten Scherben einer Urne und Leichenbrand an, dass in der vorrömischen Eisenzeit eine Nachbestattung erfolgt war. 
Die Kammer wurde früher als Urdolmen angesehen. Nach dem Vergleich mit ähnlichen, besser datierbaren Anlagen, ordnet man sie heute den Steinkisten vom Beginn der Bronzezeit zu.

Steinkiste von Rolfsen
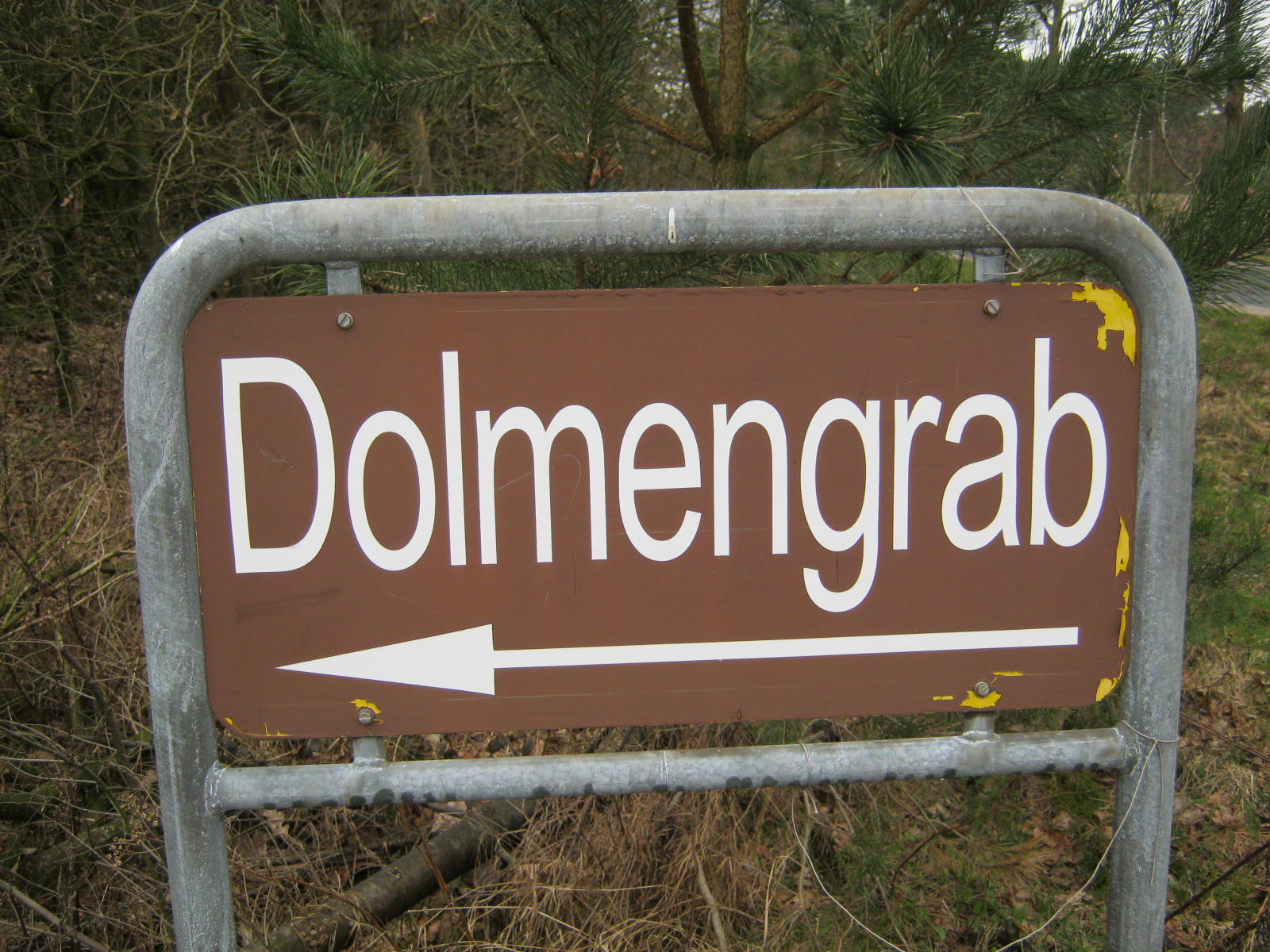
Schild Dolmengrab
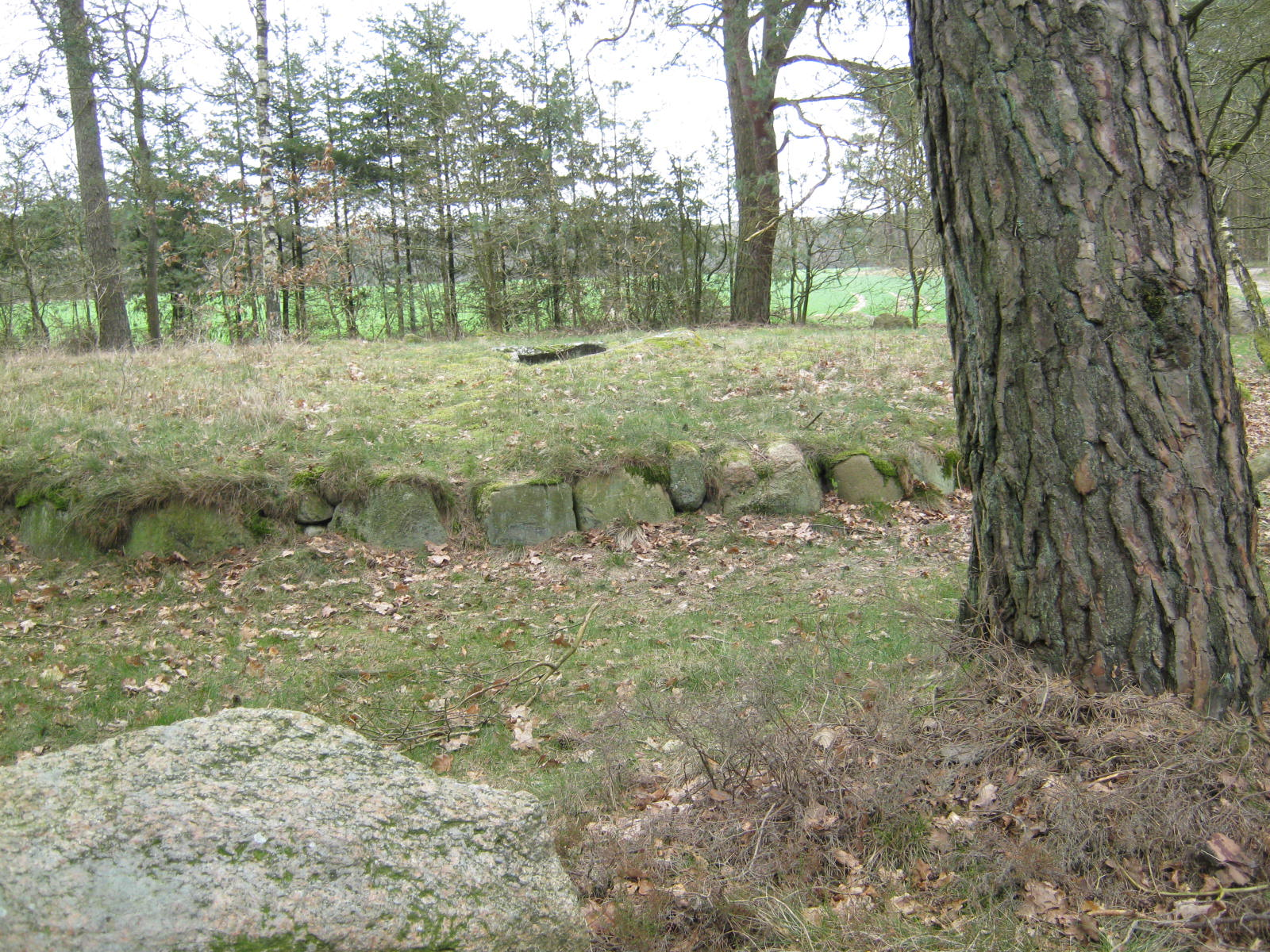
Randsteine des Hügels der Steinkiste
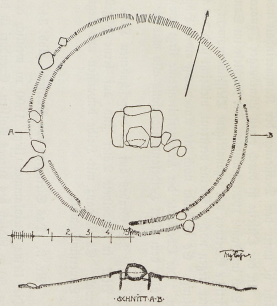
Skizze Franz Krüger (1873–1936)
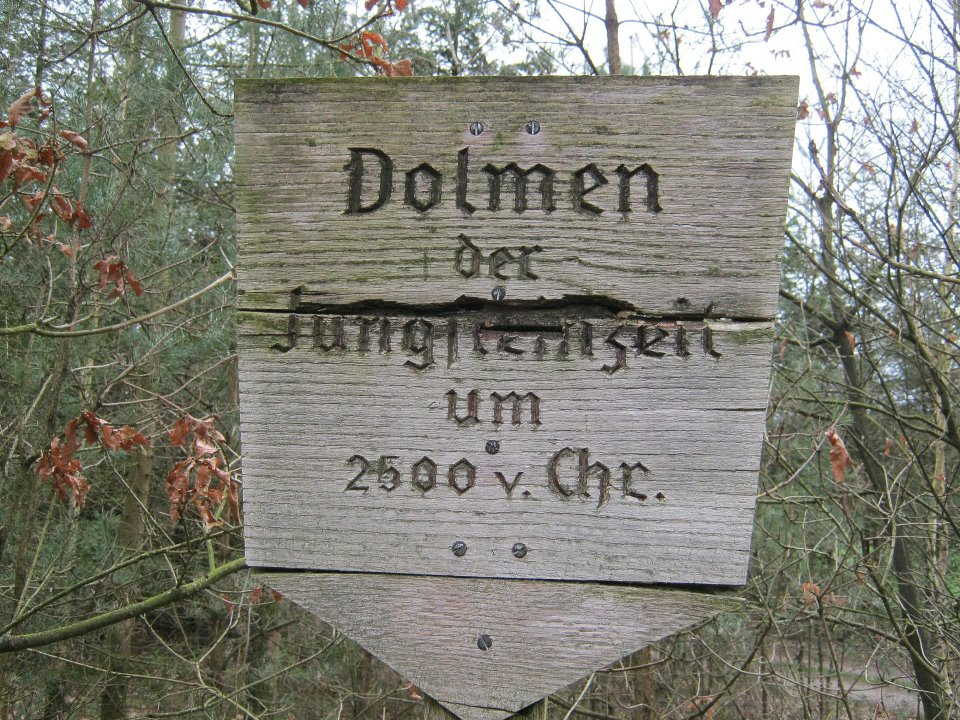
Schild Dolmen der Jungsteinzeit